# Епаминонда
Епаминонда (старогрчки: Ἐπαμεινώνδας, Epameinōndas; Теба, око 410. п. н. е. – Мантинеја, 362. п. н. е.) је био тебански војсковођа и државник из 4. века п. н. е. који је извео древну Тебу из подјармљеног положаја под којим је била за време спартанске хегемоније, и за релативно кратко време створио од ње велику силу. Сломивши спартанску војну силу победом код Леуктре (371. п. н. е.), он је ослободио месенске хелоте који су, почев од 7. века п. н. е., били у потлаченом положају у односу на спартијате. Такође, Епаминонда је променио политичку мапу тадашње Грчке, разбивши некадашње савезе и створивши нове, а надзирао је и подизање читавих градова. На будућа поколења доста је утицао у војном погледу, увевши и спровевши у праксу неколико иноватних тактика, од којих је најпознатија формација „коси строј“ помоћу које је извојевао читав низ победа.
Знаменити римски оратор Цицерон називао га је „првим човеком Хеладе“, премда је у његово време (1. век п. н. е.) успомена на Епаминонду била поприлично магловита. Реформе које је Епаминонда увео у политички живот Грчке, у циљу да од ње направи федерацију аутономних полиса, нису биле дугог века, те су борбе за хегемонију над Грчком настављене недуго након његове смрти, не мањом жестином. Двадесет и седам година након смрти му, непокорна Теба била је сравњена до темеља од стране Александра Македонског. Све у свему, Епаминонда — који је много хваљен у своје време и сматран ослободиоцем — у античкој и савременој историографији је остао запамћен по походима из 371-362. п. н. е., који су знатно ослабили моћ водећих грчких полиса, на које ће се убрзо потом сручити Филип II Македонски.

## Младост, образовање и лични живот
Епаминондин отац, Полимниј, родом је припадао старој тебанској аристократској породици, која је још за време његових предака доживела финансијски крах. И поред тога, Епаминонда је добио за оно доба изванредно образовање. Његов учитељ музике, Дионисије, који га је учио да удара у цитру и пева уз пратњу лире, био је не мање славан у својој струци од Дамона или Лампра, чија су имена била такође на великом гласу. Осим овог, спомињу се и Олимпиадор, који га је учио свирати у фрулу, и Калифрон, који га је учио играти. За учитеља филозофије додељен му је један од последњих питагорејаца, Лисије Тарентинац. По свему судећи, Епиманонда је био одличан ученик.
Када је стасао у младића, како наводи Непот, „није се толико трудио, да постане снажан, колико да постане хитар, јер мишљаше да снага служи атлетима, а брзина рату“. Ради тога, највише се бавио трчањем и рвањем, „и то дотле, док није постигао, да се може стојећки ухватити у коштац и Хрвати се“. У руковању оружјем улагао је ништа мањи труд.
Највероватније да је Епаминонда ступио у војну службу непосредно након што је изашао из периода адолесценције. Плутарх нам спомиње један врло занимљив догађај у којем Епиманонда узео учешће, и који се по њему за време битке код Мантинеје. Иако није експликативно наведено о којој је бици тачно реч, биће да је то био напад Спартанаца на Мантинеју, до којег је дошло 385. п. н. е., како сазнајемо другим путем од Ксенофонта. Плутарх нам саопштава да је Епаминонда том приликом био уз тебанске снаге, које су притекле у помоћ спартанским. Било како било, свакако да Епаминонда није био у могућности да узме учешће у Првој бици код Мантинеје, јер се она одиграла онда када је он био исувише млад.

Без обзира на то када и где се то тачно збило, једно је сигурно, а то је да је то био тај кључан моменат, који је предодредио Епаминондин живот. Спасивши живот свога пријатеља, Пелопиде;
| „ | И Пелопида, примивши сприједа седам рана, срушио се на велику хрпу измијешаних мртвих пријатеља и непријатеља, а Епаминонда, премда је мислио за њ да више није жив, стао је преда њ да брани његово тијело и оружје и сам се одважио на борбу против мноштва непријатеља, одлучан да радије погине, него да остави Пелопиду који је ондје лежао. И кад је већ сам био у великој стисци рањен копљем у прса, а мачем у руку, стиже у помоћ с другога крила краљ Спартанаца Агесипол и спаси ненадно обојицу. | ” |

 Плутарх закључује да је то учврстило њихово пријатељство, и наредних двадесет година Пелопида је увек био уз њега:
| „ | Од многих лијепих особина у обојице, које су им давале право на славу, разборити људи сматрају да ниједна није тако значајна као беспријекорна оданост и пријатељство међу њима који су кроз толике бојеве и заповједничке и државничке службе потрајали све до конца. [...] Прави разлог тој њиховој предности била је врлина која их је водила да у свом дјеловању не стреме слави и богатству, уз које прираста мучна и свадљива завист, него, напротив, како су обојица били од почетка надахнути божанским чезнућем да домовину у своје дане виде на врхунцу сјаја и величине, имајући то у виду, сваки је држао успјехе онога другога својим властитима. | ” |

„... изабравши од почетка самачки живот“, како наводи Плутарх, Епаминонда се никада није женио и, због тога, како сазнајемо од Непота, био изложен критици својих суграђана. Тако га је један његов супарник у државној управи, неки Менеклид, доста вешт говорник, једном приликом, из недостатка аргумената, напао, „што нема деце и што се није женио“, а поред тога „нарочито пребациваше му охолост“. Епаминонда му је на све то одговорио: „Престани, Менеклиде, приговарати ми због женидбе, јер свачијим би се саветом у томе пре послужио него твојим“. Осим њега, чак је и његов пријатељ, Пелопида, иступио против њега о том питању, „и говорио му, да се он рђаво стара за отаџбину, када не оставља деце“. Епаминонда је и за њега имао спреман одговор, те му је, познајући му сина који је био на лошем гласу, рекао на то:
| „ | Ти се горе од мене бринеш за њу, кад остављаш таквог сина после себе. Па ипак не може се казати да ја немам порода, јер остављам за собом ћерку — битку Лектриску, која не само што ће ме надживети, него мора бити бесмртна. | ” |

## Рана војна и политичка каријера

### Хелада уочи Епаминондиног ступања на сцену
Неоспорно је да је Епиманонда био сведок великих промена, које су задесиле Хеладу након окончања Пелопонеског рата 404. п. н. е. Готово преко ноћи Спартанци су завладали свом Хеладом, заменивши притом поражене Атињане, који више никада неће обновити ту моћ какву су имали пре рата. Међутим, исцрпљени ратом, Спартанци нису располагали са довољно људства да би контролисали све полисе, а уз то нису имали ни идејно оправдање којим би оправдали потчињавање толиког броја полиса. Незадовољство се прво осетило код њених најмоћнијих савезница — Тебе и Коринта. То ће их нагнати да приликом избијања спартанско-персијског рата 404. п. н. е. одбију спартански позив да ударе на Персију. Недуго потом доћи ће до тзв. Коринтског рата. Позиву Тебанаца да се „учини крај спартанској уображености“, прикључуће се чак и недавно поражени Атињани. На почетку рата, Спартанци су помоћу својих савезника (с изузетком Коринћана) хтели да из Фокиде нападну из два правца, не би ли тако ухватили Тебанце у коштац, што се напослетку завршило врло лоше по њих. Убрзо после тога тебанско-атинском савезу прикључили су се Арг, Коринт, Еубеја, Акарнанија, Локрида, градови Халкидика и део Епира. Увидевши да не могу да воде борбу на две стране, Спартанци ће напослетку послати свог наорха Анталкиду у Сард персијском сатрапу Тирибазу, који ће пристати на то да сви малоазијски грчки градови потпадну под власт Персијанаца, под условом да им буде загарантована аутономија.
| „ | Лакедемоњани не оспоравају право цара на грчке градове у Азији — за њих ће бити доста да остали градови и острва буду проглашени аутономним; пошто се ми слажемо с оваквим условима зашто би цар војевао с нама и трошио новац? | ” |

Тим потезом, Спарта се одрекла својих некадашњих тежњи на ослобођење малоазијских Грка, жртвујући их варварима. Под тзв. паролом аутономија крио се захтев о распуштању свих грчких савеза осим Пелопонеског. На тај начин истакнут је захтев за потпуним обнављањем спартанске хегемоније над раздељеном Грчком. Међутим, такав предлог изазвао је по свој прилици негодовање Атињана, Беоћана и Аргивљана, којима се придружио и персијски цар коме прекомерно јачање Спарте, с којом је донедавно био у сукобу, свакако није било у интересу. Иако до неког споразума међу окупљеним представницима зараћених страна није дошло, Спартанци су успели да издејствују Тирибазову наклоност.
Ни други мировни конгрес сазван годину дана доцније није прошао ништа успешније, те је рат настављен, али без нарочитог жара, и с једне и с друге стране. Борбе су се сводиле на то да се противник изнури. У исто време Анталкида је водио упорну агитацију на персијском двору, покушавајући да наведе Персијанце на потпун раскид са савезницима и њено приступање Спарти, што му је на крају и успело, јер је атинска превласт на мору била очигледна. Вративши се из царске резиденције у Сузи, заједно са сатрапом Тирибазом, Анталкида је припремио одлучан ударац који је имао да натера непријатеље на већу послушност, што се и збило када је помоћу велике флоте блокирао атинске бродове у лукама Босфора и Пропонтиде. Искористивши збуњеност и замор који је завладао међу осталим савезницима — Беоћанима, Аргивљанима, Коринћанима, Тирибаз је у пролеће 386. п. н. е. поново сазвао конгрес делегата у Сард. Пред њима је прочитан царски декрет којим се категорички наређивало свим зараћеним странама да закључе мир под Анталкидиним условима са првог конгреса одржаног у Сарду 392. п. н. е.
| „ | Цар Артаксеркс сматра за праведно да њему припадну сви градови Азије, а од острва — Клазомена и Кипар. Свим осталим хеленским градовима, великим и малим, мора да се да аутономија, изузимајући Лемнос, Имброс и Скирос који као и досад остају под влашћу Атињана. Оној од зараћених страна која не буде пристала на ове услове ја ћу, заједно са онима који пристану на мир, објавити рат на копну и на мору и онима који су с њима у рату пружићу помоћ у бродовима и новцу. | ” |

Без икакве дискусије, овај мир је прихваћен међу свим грчким делегатима без изузетка, који су морали да дају часну реч да ће се држати поменутих услова мира. Његово извршење имали су да спроведу нико други но Спартанци, творци овог диктата.
| „ | Лакедемоњани су постали чувари услова мира које је поставио цар... и захваљујући томе дошли су до знатних преимућстава. | ” |

### Тебански устанак из 379. п. н. е.
Након што је склопљен царски мир, Спарта је кренула да гуши сваки вид отпора, у тежњи да пошто-пото потчини себи Грчку. Између осталог, засметала јој је и непокорна Теба, коју је још за време преговора принудила да раскине Беотски савез и да призна „аутономију“ свим градовима у Беотији. Када ни то није било довољно, онда је у лето 382. п. н. е., према тајном налогу из Спарте, један од другоразредних спартанских војсковођа, неки Фебида, који је на путу за Халкидичко полуострво пролазио поред Тебе, неочекивано ударио на тај град, савладао отпор грађана и запосео акропољ Кадмеју, где је сместио спартански гарнизон. Том приликом 300 Тебанаца (Пелопида, Ференик, Андроклид и др.) избегло је у Атину. Фебида је убрзо после овога био опозван, али не и његови људи који су остали да господаре Кадмејом.
Наредних три година поменути изгнаници припремаће се за устанак под вођством Пелопиде, утицајног тебанског аристократе. За све то време, Епаминонда, који је случајем околности остао у Теби, подстрекавао је омладину да иступа агресивније према Спартанцима.
| „ | Епаминонда је одавно испунио срца младих људи узвишеним мислима; потицао их је, наиме, у вјежбалиштима да се окушавају у рвању с Лакедемоњанима, а затим, видећи како се охоле што их побјеђују и надјачавају, корио их је да би прије требало да се стиде што из кукавичлука робују онима које тако надмашују тјелесном снагом. | ” |

У зиму 379/78. п. н. е. у Теби се одиграо преврат који је уздрмао читаву Хеладу. Тебански емигранти који су се три године раније склонили у Атину, тада су уз атинску помоћ успели да збаце олигархијски режим у свом родном граду и приморали су спартански гарнизон (око 1.500 људи), уз услов слободног пролаза, да преда Кадмеју. Присталице олигархије које су се криле међу њима беспоштедно су смакнуте. Потом је одржана народна скупштина на којој је, по предлогу Епаминонде, који је такође узео учешће у преврату, тираноубице проглашене за спасиоце и добротворе, обновљен је демократски поредак, а Пелопида, Мелон и Харон су именовани за беотархе.
Реакција спартанских званичника била је жестока. Официри који су заповедали гарнизоном осуђени су на смрт или на високе новчане казне. Иако је тебанска нова демократска влада хтела да избегне сукоб, Лакедемоњани су са намером да врате ствари у пређашње стање одмах упутили казнену експедицију под Клеомбротом.